# Якоби, Луи
Луи (Лудвиг, Людвиг) Якоби (нем. Louis Jacoby; 1828—1918) — немецкий гравёр на меди и педагог; профессор Академии изобразительных искусств Вены, почётный член Мюнхенской академии художеств.

## Биография
Луи Якоби родился 7 июня 1828 года в городе Хафельберге в земле Саксония-Анхальт в еврейской семье. Получил образование в Берлине, где занимался под руководством Эдуарда Манделя.

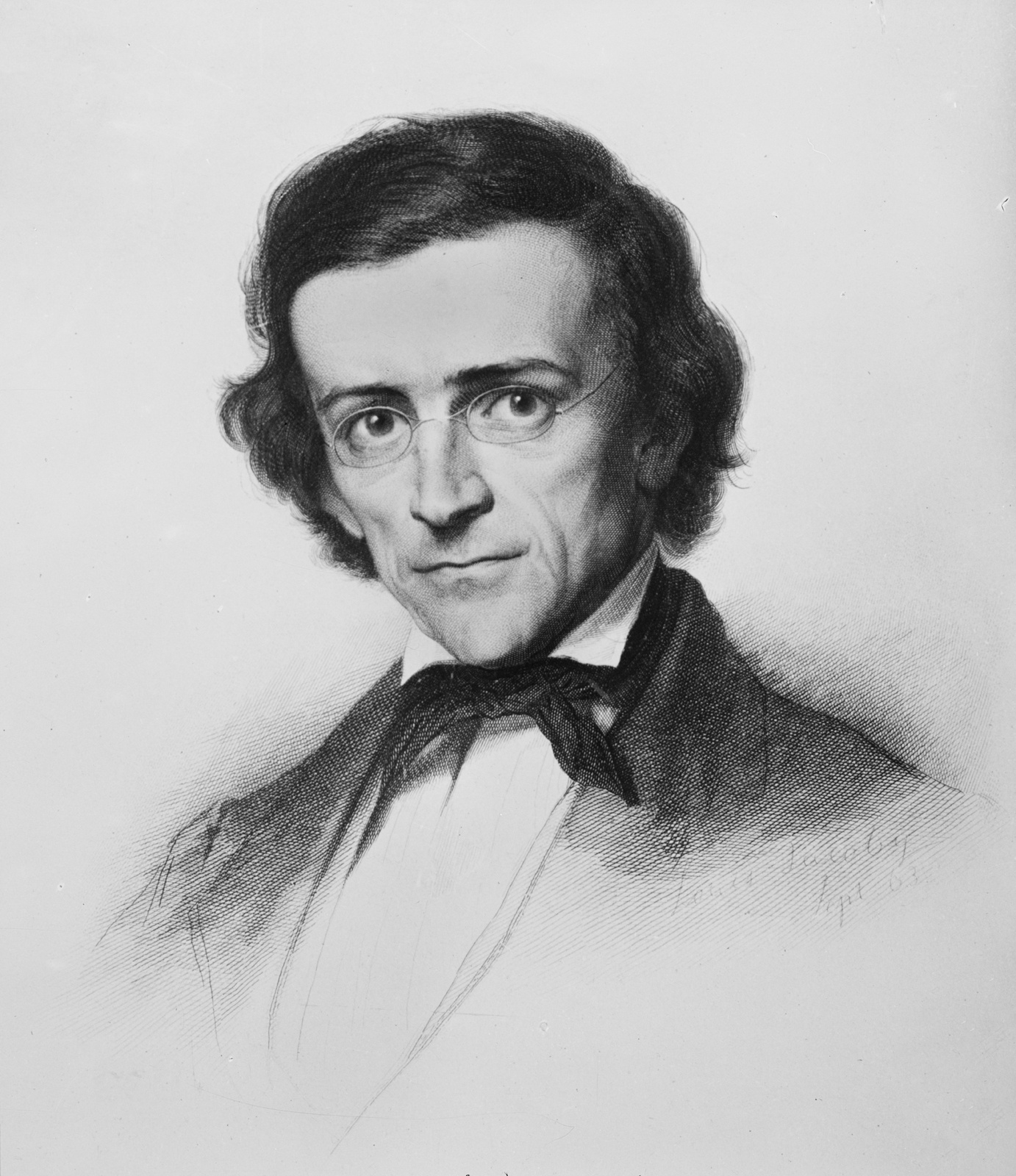
Портрет Теодора Моммзена авторства Луи Якоби

Обратив на себя внимание критиков и любителей искусства эстампом «Святой Иоанн Креститель», вместе с Алессандро Тиарини, исполнил несколько гравюр частью с неполной штриховкой (так называемой «картонной манерой»), частью линейной манерой; среди них: «Битва гуннов», «Сага» и «История» со стенных картин Вильгельма фон Каульбаха в берлинском Новом музее (для издания Дункера, 1867—1868) и «Леди Макбет» (для «Шекспировской галереи» Каульбаха). После этого он провел четыре года в Париже, совершил поездку в Испанию, около трёх лет прожил в Риме и в 1863 году был приглашен в австрийскую столицу, на должность профессора гравирования в Венской Академии изобразительных искусств. На этом посту Луи Якоби проработал почти двадцать лет, после чего, в 1882 году, переехал в Берлин. За время пребывания в Вене Якоби были исполнены ряд портретов с живописных оригиналов Винтерхальтера (австрийского императора и императрицы), Лауха (императора Леопольда) и Даффингера (Корнелиуса, Грильпарцера и др.) и с собственных рисунков (Моммзена, Генпена и др.), «Афинская школа» с Рафаэля, по рисунку, изготовленному самим художником ещё в Риме, «Александр и Роксана», с Содомы, и картоны двух занавесей нового венского оперного театра, с Карла Раля.
В 1872 году Якоби был принят в почётные члены Мюнхенской академии художеств.
Луи Якоби умер 11 ноября 1918 года в Берлине и был похоронен на еврейском кладбище родного города.
Заслуги художника были отмечены австрийским орденом Железной Короны 3-го класса (1871).
Его сын Майнхард (1873—1957) пошёл по стопам отца и также посвятил свою жизнь искусству; с приходом к власти в Германии национал-социалистов был вынужден эмигрировать в Бразилию, где и прожил всю жизнь.